# Трамвай Шенайхе та Рюдерсдорфа
52°27′59″ пн. ш. 13°48′20″ сх. д. / 52.4664099° пн. ш. 13.8054805° сх. д.
Трамвай Шенайхе та Рюдерсдорфа (нім. Straßenbahn Schöneiche bei Berlin) складається з однієї трамвайної лінії, що сполучає берлінський район Фрідріхсгаген з двома селищами-передмістями: Шенайхе та Рюдерсдорфом. Трамвайна лінія Шенайхе і Рюдерсдорфа не пов'язана з трамвайною мережею Берліна і експлуатується іншою організацією (Schöneicher-Rüdersdorfer Straßenbahn GmbH, скорочено SRS), але трамвайна лінія інтегрована в транспортну систему великого Берліна.
У середньому лінія перевозить три тисячі пасажирів на день.

## Історія

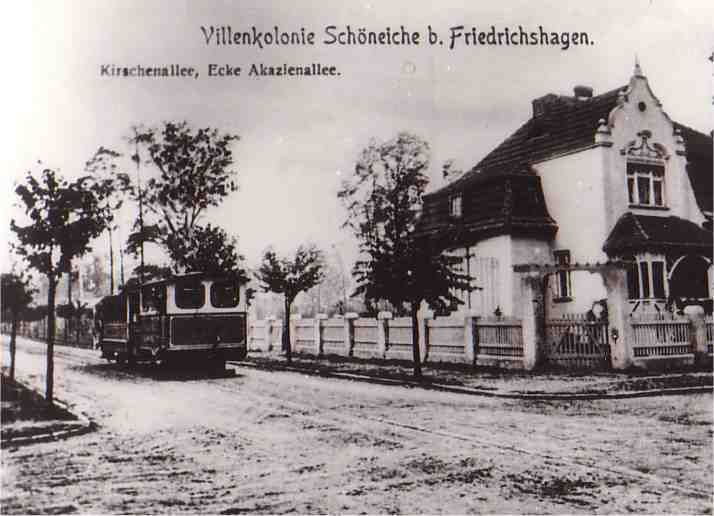
Трамвай до електрифікації (1911)

Трамвайна лінія в Шенайхе була побудована влітку 1910 року. Вона сполучила селище з берлінським районом Фрідріхсгаген. 
Довжина первісної лінії становила 5,6 км. Лінія не була електрифікована, на ній використовувалися легкі бензомоторні локомотиви, до яких чіплялися безмоторні пасажирські трамвайні вагони. Також лінія з самого початку була вузькоколійною (1000 мм).
У 1912 році лінію було продовжено в сусіднє робоче селище Рюдерсдорф (тоді називалося Калькберґе). Навесні 1914 року електрифіковано.
Після Другої світової війни трамвайна лінія неодноразово опинялася на межі закриття.
Після возз'єднання Німеччини лінія була інтегрована в транспортну систему Великого Берліна і єдиний маршрут отримав номер 88.
Наприкінці вісімдесятих-початку дев'яностих років на лінії було проведено роботи з ремонту полотна. Також було збудовано нову тягову підстанцію.
У другій половині 1990-х років припинилася експлуатація двовісних трамваїв Gotha.
Наприкінці дев'яностих років трамвай опинився у складному фінансовому становищі. 
Уряди Шенайхе і Рюдерсдорфа, на балансі яких знаходилася трамвайна лінія, важко могли сплачувати щорічну дотацію (600 000 марок), однак у разі закриття лінії їм довелося б повернути земельному уряду отримані для трамвая субсидії (набагато більшу суму).
З 2001 року 70% акцій компанії «Schöneicher-Rüdersdorfer Straßenbahn GmbH» належать корпорації «Veolia Transport», решта 30% акцій належать урядам в Шенайхе та Рюдерсдорфі (по 15 %).
Відповідно до чинного контракту лінія не лише збережеться, а й поступово модернізуватиметься. 
На початку 2006 року розпочалися роботи з реконструкції лінії у Рюденсдорфі з винесенням її на виділену трасу.
Завдяки реконструкції траси середню швидкість руху (з зупинками) планується довести до 28 км/год або навіть до 31 км/год поза годинами пік, що зробить цю трамвайну лінію однією з найшвидших у Німеччині.
У майбутньому також плануються такі роботи:
- У Фрідрісгаґені буде реконструйовано і переміщено кінцеву зупинку трамвая, щоб полегшити пересадку з трамвая на потяги берлінської міської залізниці. Також завдяки реконструкції зупинки пасажирам, які йдуть на станцію, не доведеться переходити вулицю з напруженим рухом.
- На зупинках буде встановлено електронні табло-інформатори.

## Опис мережі

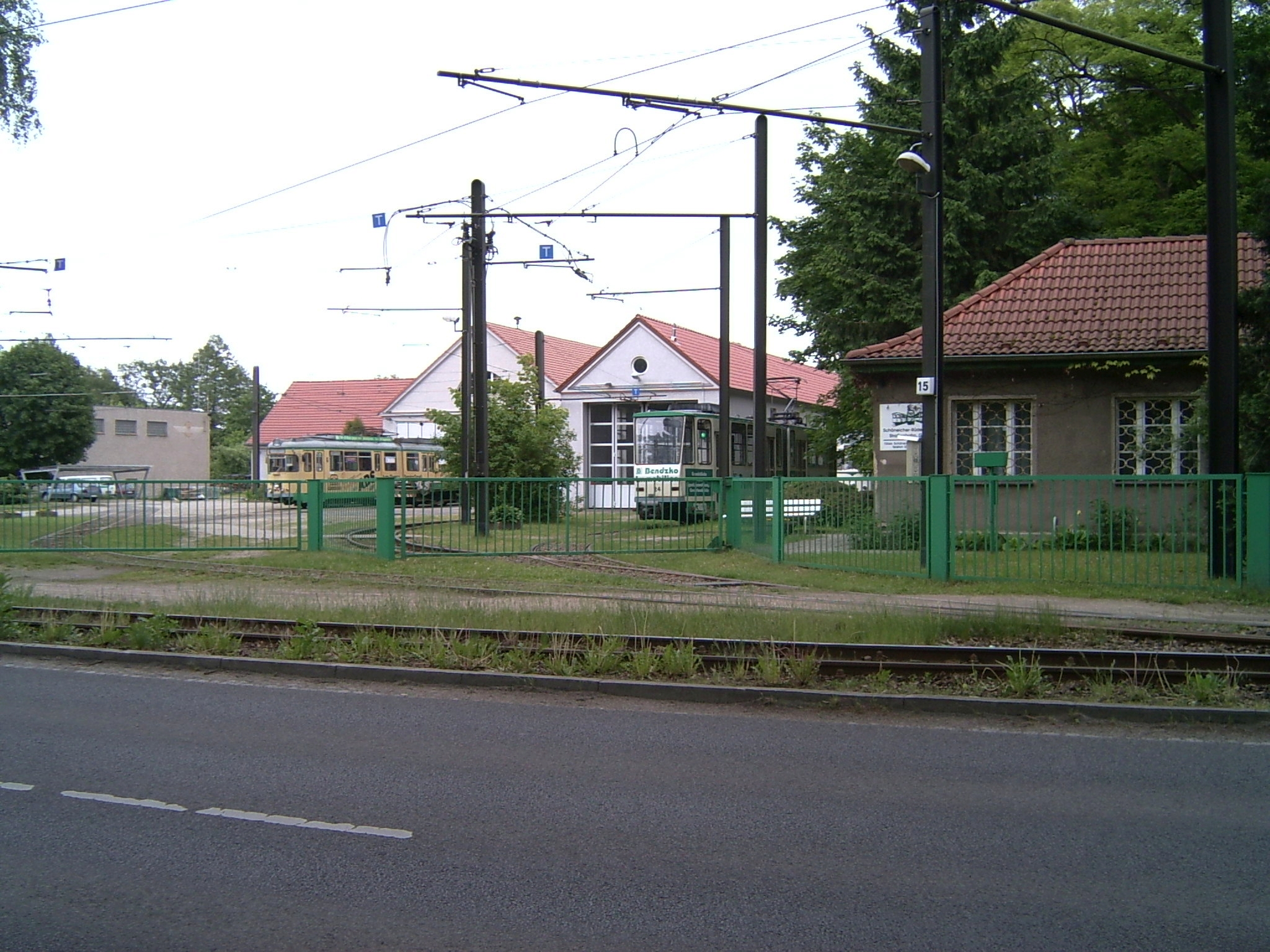
Депо та майстерні

Мережа складається з однієї лінії завдовжки 14 км та має двадцять зупинок. 
Лінія одноколійна, з роз'їздами (є дев'ятнадцять стрілок). 

## Рухомий склад
Станом на 2023 рік на лінії використовуються трамваї трьох типів:
- Tatra KT4D з Котбуса (3 штуки)
- Düwag GT6[pl] з Гейдельберга (4 штуки)

Раніше (по другу половину дев'яностих років включно) на лінії використовувалися двовісні трамваї Gotha. 
У 2003 році два з них (№№ 75 та 77) були передані на історичну трамвайну лінію у Стамбулі.
Нещодавно трамвай придбав два прототипи зчленованих трамваїв Transtech Artic з низькою підлогою.
 
Трамвай 51 введено в експлуатацію у вересні 2018 року.
 
Трамвай 52 був доставлений на початку 2019 року.

1 травня 2019 року було запущено перший трамвай з повністю низькою підлогою.
 
Третій трамвай Artic-Tram під номером 53 введено в експлуатацію 25 березня 2020 року.

## Організація роботи
У будні трамваї ходять по лінії кожні двадцять хвилин, у вихідні — раз напівгодини (за даними на 2006 рік). Трамвайну лінію інтегровано в транспортну систему великого Берліна, тут використовується така ж тарифна система, як і на інших видах берлінського транспорту.
Ширина колії  – 1000 мм. 
Напруга контактної мережі - 600 В.
Найближчий до центру Берліна край лінії розташований біля станції берлінської міської залізниці, тут обладнано пункт пересадки. 
Між кінцевою зупинкою біля станції Фрідріхсаген і Шенайхе лінія проходить лісом і має характер міжміського трамвая.
Депо та майстерні розташовані в Шенайхе.